# Romane Dicko
Romane Elisabeth Ngonpé Dicko (ur. 30 września 1999) – francuska judoczka. Brązowa medalistka olimpijska z Tokio (2020) i Paryża (2024), gdzie zdobyła również złoty medal w turnieju drużynowym. Walczyła w wadze ciężkiej.
Złota medalistka mistrzostwach świata w 2022 i 2025; piąta w 2017; uczestniczka zawodów w 2023. Zdobyła trzy medale w drużynie, w 2017, 2022 i 2023. Startowała w Pucharze Świata w 2022. Triumfatorka mistrzostw Europy w 2018, 2020, 2022, 2023 i 2025. Mistrzyni Francji w 2016 roku.

## Letnie Igrzyska Olimpijskie 2020
| Konkurencja | Eliminacje                 | Eliminacje                    | Finały               | Finały              | Klas. końcowa |
| Konkurencja | Przeciwnik I               | 1/4                           | 1/2                  | o 3 miejsce         | Miejsce       |
| ----------- | -------------------------- | ----------------------------- | -------------------- | ------------------- | ------------- |
| +78 kg      | Sandra Jablonskytė (LTU) Z | Maria Suelen Altheman (BRA) Z | Idalys Ortíz (CUB) P | Kayra Sayıt (TUR) Z | 3.            |

## Letnie Igrzyska Olimpijskie 2024
| Konkurencja | Eliminacje                 | Eliminacje           | Finały                | Finały               | Klas. końcowa |
| Konkurencja | Przeciwnik I               | 1/4                  | 1/2                   | o 3 miejsce          | Miejsce       |
| ----------- | -------------------------- | -------------------- | --------------------- | -------------------- | ------------- |
| +78 kg      | Sopio Somchiszwili (GEO) Z | Larisa Cerić (BIH) Z | Beatriz Souza (BRA) P | Milica Žabić (SRB) Z | 3.            |

## Odznaczenia
- Chevalier Orderu Legii Honorowej – 2021[10]
- Officier Orderu Narodowego Zasługi – 2024[11]